# Val-d’Issoire
Val-d’Issoire – gmina we Francji, w regionie Nowa Akwitania, w departamencie Haute-Vienne. W 2013 roku liczba ludności wynosiła 1133 mieszkańców.
Gmina została utworzona 1 stycznia 2016 roku z połączenia dwóch ówczesnych gmin: Bussière-Boffy oraz Mézières-sur-Issoire. Siedzibą gminy została miejscowość Mézières-sur-Issoire.